# José Ramón Palacio
José Ramón Palacio Corrales (Castro-Urdiales, 25 novembre 1950) è un allenatore di calcio ed ex calciatore spagnolo naturalizzato argentino, di ruolo attaccante.

## Biografia
È il padre di Rodrigo Palacio, anch'egli calciatore. Nato in Spagna (e per questo soprannominato El Gallego), si trasferì in Argentina dalla Cantabria, dov'era nato, ottenendo in seguito il passaporto argentino.

## Caratteristiche tecniche
Ricoprì il ruolo di ala destra: era veloce e ricorreva spesso al cross per servire il centravanti della sua squadra. Era anche dotato di buone doti realizzative.

## Carriera

### Club
Iniziò a giocare per l'Olimpo nel 1978: vi giocò fino al 1984, ottenendo, nel suo primo periodo al club, 7 titoli regionali nella Liga del Sur. Partecipò al campionato di massima serie 1984, scendendo in campo durante il Campionato Nacional; nel 1985 giocò nuovamente il Nacional, stavolta con il Círculo Deportivo Nicanor Otamendi, disputando tutte le 6 partite del girone della prima fase. Tornato all'Olimpo, vi rimase fino al 1988, vincendo altri 4 campionati regionali. Con 326 partite e 88 gol con l'Olimpo è il secondo giocatore più presente nella storia dell'Olimpo, e il 4º miglior marcatore assoluto.

### Allenatore
Ha allenato le giovanili dell'Olimpo nei primi anni 1990; nel 2012 gli è stata affidata la formazione di Quinta División, categoria cui prendono parte i ragazzi di 17 anni.

## Palmarès

### Club

#### Competizioni nazionali
- Liga del Sur: 11

Olimpo: 1978, 1979, 1980, 1981, 1982, 1983, 1984, 1985, 1986, 1987, 1988